# بيل موريس (لاعب كرة قاعدة)
بيل موريس هو لاعب كرة قاعدة كندي، ولد في 26 يونيو 1949 في تورونتو في كندا.

## وصلات خارجية
- بيل موريس على موقع EliteProspects.com (الإنجليزية)
- بيل موريس على موقع HockeyDB.com (الإنجليزية)
- بيل موريس على موقع Hockey-Reference.com (الإنجليزية)